# Tiroteo (canción)
«Tiroteo» es una canción interpretada por el cantante español Marc Seguí y el cantante español-francés Pol Granch. Fue publicada el 14 de enero de 2021 a través de Warner Music España como el sencillo principal del EP Thermo Mix.
El 1 de abril de 2021, Seguí lanzó una versión remezclada de la canción, en la que se incluyó al cantante puertorriqueño Rauw Alejandro. El 8 de abril de ese año, se publicó el vídeo musical oficial que acompaña al remix. A partir de esta nueva versión, la canción logró obtener trascendencia y popularidad, ya que ingresó en las listas musicales más importantes de varios países hispanoamericanos y se volvió un éxito comercial en España.

## Antecedentes y composición
En una entrevista, Seguí reveló que la canción surgió mientras realizaba el confinamiento por la pandemia de COVID-19 y que trabajó en ella por videollamada con Xavibo. Luego de esto, Marc decidió contactarse con Granch para ofrecerle participar en la canción, quién aceptó la propuesta de manera inmediata.
La idea de realizar una remezcla de la canción surgió por parte de Alejandro, quién publicaba frases de la letra en Twitter y se comunicó con Seguí a través de Instagram para expresarle que si hacían el «remix» quería formar parte. Tras este primer contacto, ambos artistas comenzaron a hablar con frecuencia y decidieron escoger Colombia como el lugar para grabar la nueva versión de la canción.

## Recepción

### Desempeño comercial
El sencillo se convirtió en la sexta canción más escuchada en Spotify España durante el verano. Asimismo, se colocó en el puesto número 7 de los 10 vídeos musicales más vistos de YouTube en España durante el año 2021. Según un informe de Promusicae, «Tiroteo (Remix)» fue la tercera canción del género urbano que generó más ventas en las listas de éxitos musicales en España a fines de ese año. Además, ingresó al top 25 de Apple Music España como una de las canciones más reproducidas del 2021.

### Premios y nominaciones
| Año  | Premiación               | Categoría         | Resultado | Ref.          |
| ---- | ------------------------ | ----------------- | --------- | ------------- |
| 2022 | Premios Odeón            | Canción del año   | Ganadores | [ 12 ] [ 13 ] |
| 2022 | Premios Odeón            | Mejor videoclip   | Ganadores | [ 12 ] [ 13 ] |
| 2022 | Premios Odeón            | Mejor canción pop | Nominados | [ 12 ] [ 13 ] |
| 2022 | Premios Tu Música Urbano | Remix del año     | Nominados | [ 14 ]        |
| 2022 | Premios Tu Música Urbano | Video del año     | Nominados | [ 14 ]        |

## Presentaciones en vivo
El 19 de junio de 2021, Seguí se presentó junto a Granch en el festival español Los40 Primavera Pop, donde interpretaron la canción por primera vez en vivo. El 12 de noviembre de ese año, Seguí interpretó en solitario la canción en vivo durante la ceremonia de Los 40 Music Awards en Mallorca, España.

## Posicionamiento en las listas
| Listas (2021)       | Mejor posición |
| ------------------- | -------------- |
| España (PROMUSICAE) | 5              |

## Certificaciones
| País   | Organismo certificador | Certificación | Ventas certificadas | Simbolización | Ref.   |
| ------ | ---------------------- | ------------- | ------------------- | ------------- | ------ |
| España | PROMUSICAE             | Oro           | 20 000              | ●             | [ 17 ] |

## Versión remezclada

### Semanales
| Listas (2021-2022)                 | Mejor posición |
| ---------------------------------- | -------------- |
| Argentina Hot 100 (Billboard)      | 12             |
| Chile Pop (Monitor Latino)         | 5              |
| Costa Rica (Monitor Latino)        | 18             |
| Ecuador (Monitor Latino)           | 9              |
| El Salvador (ASAP EGC)             | 1              |
| El Salvador (Monitor Latino)       | 4              |
| España (PROMUSICAE)                | 4              |
| España Digital Songs (Billboard)   | 6              |
| Global 200 (Billboard)             | 63             |
| Global 200 Excl. US (Billboard)    | 36             |
| Guatemala Pop (Monitor Latino)     | 18             |
| Honduras Pop (Monitor Latino)      | 4              |
| Mexico Airplay (Billboard)         | 39             |
| Mexico Espanol Airplay (Billboard) | 11             |
| México Streaming (AMPROFON)        | 10             |
| Nicaragua Pop (Monitor Latino)     | 2              |
| Panamá Pop (Monitor Latino)        | 8              |
| Paraguay (Monitor Latino)          | 2              |
| Perú (Monitor Latino)              | 2              |
| Perú Songs (Billboard)             | 8              |
| Perú Streaming (UNIMPRO)           | 7              |
| Venezuela Pop (Monitor Latino)     | 8              |

### Mensuales
| Listas (2021)  | Mejor posición |
| -------------- | -------------- |
| Paraguay (SGP) | 1              |

### Anuales
| Listas (2021)                | Mejor posición |
| ---------------------------- | -------------- |
| Argentina (Monitor Latino)   | 81             |
| Ecuador (Monitor Latino)     | 49             |
| El Salvador (Monitor Latino) | 45             |
| España (PROMUSICAE)          | 3              |
| Paraguay (Monitor Latino)    | 31             |
| Perú (Monitor Latino)        | 35             |

### Certificaciones
| País           | Organismo certificador | Certificación | Ventas certificadas | Simbolización | Ref.   |
| -------------- | ---------------------- | ------------- | ------------------- | ------------- | ------ |
| España         | PROMUSICAE             | 6× Platino    | 360 000             | ▲             | [ 24 ] |
| Estados Unidos | RIAA                   | Platino       | 60 000              | ▲             | [ 47 ] |
| México         | AMPROFON               | 4× Platino    | 560 000             | ▲             | [ 48 ] |
| Perú           | UNIMPRO                | 2× Platino    | 120 000             | ▲             | [ 49 ] |

## Historial de lanzamientos
| Región | Fecha               | Formato(s)                 | Versión  | Discográfica        | Ref.   |
| ------ | ------------------- | -------------------------- | -------- | ------------------- | ------ |
| Varios | 14 de enero de 2021 | Descarga digital streaming | Original | Warner Music España | [ 50 ] |
| Varios | 1 de abril de 2021  | Descarga digital streaming | Remezcla | Warner Music Latina | [ 51 ] |